# Сарикольський хребет
Сарикольський хребе́т — гірський хребет на кордоні Таджикистану й Китаю. Відноситься до гірської системи Паміру.
Простягається із півночі на південь, відділяючи при цьому Східний (Китайський) Памір від Центрального. На півночі з'єднується із Заалайським хребтом, на півдні — Музтаг-Сарикольським хребтом. Найвища точка — гора Лявірдир (6361 м), знаходиться на території Китаю. Вкритий льодовиками.
Інші вершини (висотою понад 5000 м):
- гора Каракир (Китай) — 5881 м
- гора Кон-Чукурбаши — 5811 м
- пік Карасан (Каразан) — 5754 м
- гора Ойташ — 5735 м
- гора Томтек — 5671 м
- пік Червоних Командирів — 5621 м
- пік Повало-Швейковського — 5618 м
- пік Каразок — 5603 м
- гора Пальсалди — 5304 м
- гора Окуру — 5272 м
- гора Акташ — 5265 м
- гора Глан — 5237 м
- гора Майджилга — 5201 м
- гора Зортер — 5192 м
- гора Тютюксу — 5188 м
- гора Куртекетау — 5169 м
- гора Бусога — 5162 м
- гора Саритурук — 5151 м
- гора Караджилгатау — 5140 м
- гора Каїндитау — 5076 м
- гора Карачеку — 5045 м
- гора Тескекир — 5036 м
- гора Курбанкиштитау — 5020 м
- гора Каракир (Таджикистан) — 5008 м

| Таджикистан | Це незавершена стаття з географії Таджикистану. Ви можете допомогти проєкту, виправивши або дописавши її. |

| Китай | Це незавершена стаття з географії КНР. Ви можете допомогти проєкту, виправивши або дописавши її. |